# 鶴岡警察署
鶴岡警察署（つるおかけいさつしょ）は、山形県警察が管轄する警察署の一つである。

## 管轄区域
- 鶴岡市
- 東田川郡三川町

## 所在地
- 山形県鶴岡市道形町20番40号

## 沿革
- 1877年（明治10年）2月：鶴岡警察署開署[1]。
- 1884年（明治17年）11月：ルネッサンス様式を取り入れた擬洋風三階建ての庁舎[2]が完成[1]（現在致道博物館に移築保存されている）。
- 1887年（明治20年）7月1日：手向分署を廃止し、藤島分署を設置[3]。
- 1889年（明治22年）：三瀬分署を豊浦分署に改称[4]。
- 1891年（明治24年）：西田川郡警察署に改称[5]。
- 1893年（明治26年）：豊浦分署を温海村大字温海に移転し温海分署に改称[6]。
- 2006年（平成18年）4月1日：
  - 温海警察署を統合し、温海警察署は温海交番となる。
  - 湯野浜交番・大山交番・藤島交番・羽黒交番を廃止し、湯野浜駐在所・大山駐在所・藤島駐在所・羽黒駐在所を設置[7]。
- 2012年（平成24年）4月1日：押切駐在所・東郷駐在所・横山駐在所を廃止し、三川駐在所を設置[8]。
- 2014年（平成26年）4月1日：
  - 温海交番が温海戊569-1から湯温海字湯之尻296に移転する。
  - 福栄駐在所廃止[9]。
- 2016年（平成28年）4月1日：栄駐在所廃止[10]。
- 2019年（平成31年）4月1日：東栄駐在所廃止[11]。
- 2022年（令和4年）4月1日：西郷駐在所・上郷駐在所を廃止し、大山駐在所を設置

## 警部交番

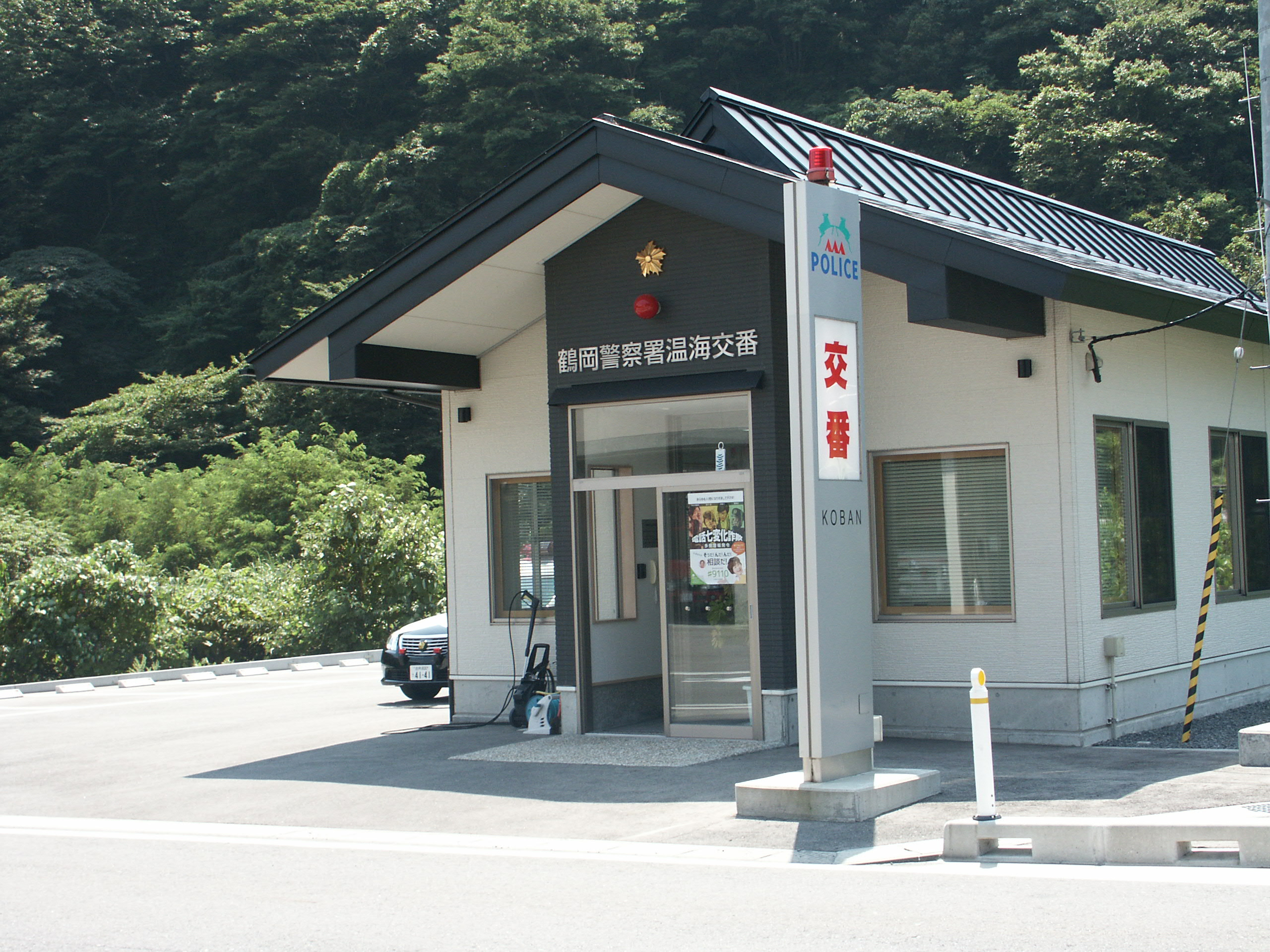
温海交番

### 鶴岡市
- 温海交番（旧温海警察署） - 鶴岡市湯温海字湯之尻296

## 交番

### 鶴岡市
- 駅前交番 - 鶴岡市末広町1-2
- 公園交番 - 鶴岡市馬場町14-3
- 中央交番 - 鶴岡市鳥居町32-3
- 南部交番 - 鶴岡市城南町22-10

## 駐在所

### 鶴岡市
- 大山駐在所 - 鶴岡市友江町5-14
- 湯野浜駐在所 - 鶴岡市下川字東海林場388-79
- 湯田川駐在所 - 鶴岡市藤沢字石渡15-6
- 豊浦駐在所 - 鶴岡市三瀬字堅田183-2
- 山戸駐在所 - 鶴岡市山五十川字木ノ下585-5
- 鼠ケ関駐在所 - 鶴岡市鼠ヶ関字興屋132-1
- 羽黒駐在所 - 鶴岡市羽黒町荒川字前田元16-1
- 手向駐在所 - 鶴岡市羽黒町手向字手向203-1
- あさひ駐在所 - 鶴岡市下名川字落合225-2
- 山添駐在所 - 鶴岡市上山添字神明前317
- 黒川駐在所 - 鶴岡市黒川字楯52-4
- 藤島駐在所 - 鶴岡市藤浪2丁目75-3
- 長沼駐在所 - 鶴岡市長沼字宮前54-6

### 三川町
- 三川駐在所 - 東田川郡三川町大字横山字袖東17-12

## 関連項目

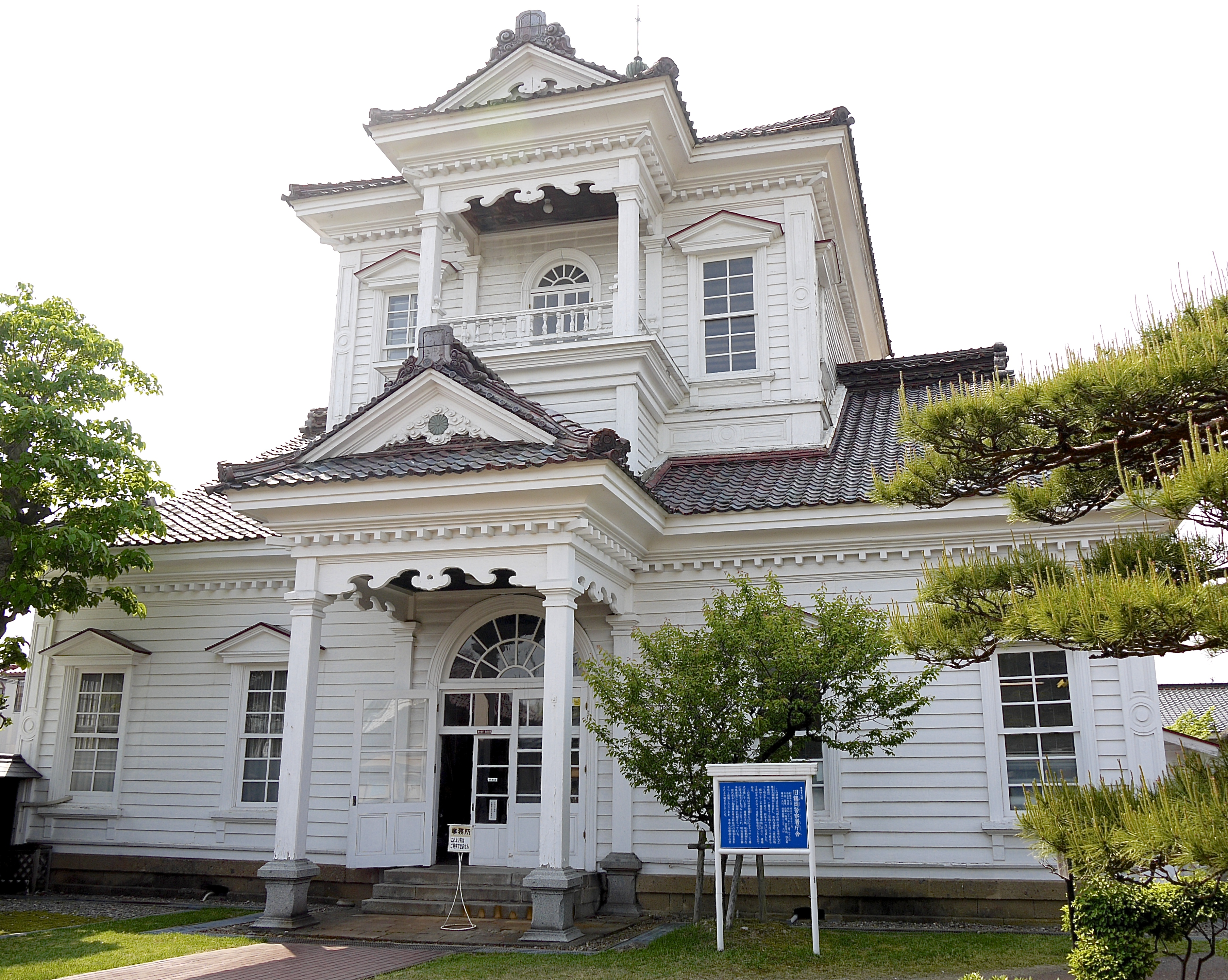
旧鶴岡警察署庁舎